# 0

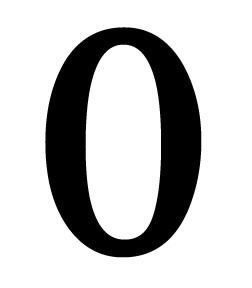
Zero

Lo zero (in arabo صفر‎?, sifr, in ebraico אפס‎?, éfes, in sanscrito शून्य, śūnya, in greco antico: μηδέν?, mēdèn) è il numero che precede uno e gli altri numeri positivi e segue i numeri negativi.
Zero indica la cardinalità dell'insieme vuoto. Se la differenza tra il numero di oggetti in due insiemi è zero, significa che i due insiemi contengono lo stesso numero di elementi. Zero va però distinto da "assenza di valore" poiché si tratta di due concetti diversi: ad esempio se la temperatura è zero, l'acqua ghiaccia (nel caso della gradazione Celsius della temperatura); se manca il dato della temperatura, assenza del valore, nulla si può dire.
Il numerale o cifra zero si usa nei sistemi di numerazione posizionali, quelli cioè in cui il valore di una cifra dipende dalla sua posizione. La cifra zero è usata per saltare una posizione e dare il valore appropriato alle cifre che la precedono o la seguono. Ad esempio, per il numero "centodue", si scrivono un 2 nella posizione delle unità (prima posizione da destra) per indicare il due, e un 1 nella posizione delle centinaia (terza posizione) per indicare il cento: la posizione delle decine (seconda posizione) rimane vuota, quindi vi si scrive uno zero, ottenendo così 102.
Lo zero, nella scrittura dei numeri, può trovarsi in due posizioni, una intermedia (tra altri numeri) oppure alla fine. Queste due differenti posizioni riflettono due funzioni completamente diverse, quella di zero mediale e quella di zero operatore. Lo zero operatore è quel numero che si aggiunge “n” volte ad una cifra e serve a trasformare quest'ultima in un valore “n” volte più grande, secondo la base scelta. Ad esempio, considerando la base 10, se al numero 34 si aggiunge uno zero, diventa 340. Tale numero risulta essere dieci volte più grande di quello originario (il 34); aggiungendo un ulteriore zero, si ottiene 3400 vale a dire un numero cento volte più grande di 34. Per quanto riguarda lo zero mediale, esso riflette “un'assenza”. Se prendiamo ad esempio il numero 304, qui lo zero indica l'assenza delle decine (304= 3 centinaia, 0 decine e 4 unità). Questa è la fondamentale differenza concettuale tra le posizioni dello zero. Lo zero posto a destra del numero moltiplica il numero per la base, posto in posizione intermedia indica un'assenza, un vuoto.

## Storia
Attorno al 300 a.C. i babilonesi iniziarono a usare un semplice sistema di numerazione in cui impiegavano due cunei inclinati per marcare uno spazio vuoto. Questo simbolo tuttavia non aveva una vera funzione oltre a quella di segnaposto. Il simbolo dello zero deriva dalla lettera greca omicron che si ritrova sistematicamente nelle tavole di Tolomeo e Giamblico che già lo usavano dal I secolo d.C. Il nome per esteso era οὺδἐν (ouden = nulla). Gli indiani appresero poi la sua esistenza quasi certamente dai greci dopo le conquiste di Alessandro Magno e nel tardo ellenismo.
L'uso dello zero come numero in sé è un'introduzione relativamente recente della matematica, che si deve ai matematici indiani, anche se gli antichi popoli mesoamericani arrivano al concetto di zero indipendentemente. La prima menzione dello zero risale al matematico Jinabhadra Gani, che definisce 224 400 000 000 come "ventidue e quaranta e quattro e otto zeri", in India nel VI secolo. Poi Brahmagupta nel 628. In India, nel tempio Chaturbhuj, all'interno del Forte di Gwalior, c'è la prima rappresentazione dello zero.
Gli arabi appresero dagli indiani il sistema di numerazione posizionale decimale e a sua volta lo trasmisero agli europei durante il Medioevo (perciò ancora oggi in Occidente i numeri scritti con questo sistema sono detti numeri arabi). Essi chiamavano lo zero ṣifr (صفر‎): questo termine significa "vuoto", ma nelle traduzioni latine veniva indicato con zephirum (per assonanza), cioè zefiro (figura della mitologia greca, personificazione del vento di ponente, ma anche perché esso spirava in modo quasi inavvertito).
Fu in particolare Leonardo Fibonacci a far conoscere la numerazione posizionale in Europa: nel suo Liber abbaci, pubblicato nel 1202, egli tradusse sifr in zephirum; da questo si ebbe il veneziano zevero e quindi l'italiano zero. Anche il termine cifra discende da questa stessa parola sifr. Tuttavia già intorno al 1000, Gerberto d'Aurillac (poi Papa col nome di Silvestro II) utilizzava un abaco basato su un rudimentale sistema posizionale.
Lo zero era usato come numero anche nella Mesoamerica precolombiana. Venne usato dagli Olmechi e dalle civilizzazioni successive.

## Matematica
Lo zero, che in cifre è indicato con {\displaystyle 0}, è l'unico numero reale a non esser né positivo né negativo; talvolta, esso è incluso nei numeri naturali; in questo caso, può essere considerato l'unico naturale oltre all'uno a non essere né primo né composto, oltre che il minimo dei numeri naturali (cioè, nessun numero naturale precede lo {\displaystyle 0}); nella retta orientata (che fa corrispondere biunivocamente a ogni numero reale un punto sulla retta, preservando inoltre la relazione d'ordine), lo 0 coincide convenzionalmente con l'origine.
Poiché può essere scritto nella forma {\displaystyle 2k}, con {\displaystyle k} intero, lo {\displaystyle 0} è un numero pari. Esso è sia un numero che un numerale.
Nella teoria degli insiemi, il numero zero è la cardinalità dell'insieme vuoto. Infatti, in certi sviluppi assiomatici della matematica derivati dalle teorie degli insiemi, lo zero è definito come l'insieme vuoto.
Di seguito alcune regole base per trattare il numero zero. Queste regole si applicano per qualsiasi numero complesso x, se non diversamente specificato.
- Addizione: {\displaystyle x+0=x} e {\displaystyle 0+x=x}. (Vale a dire, 0 è un elemento neutro relativamente all'addizione).
- Sottrazione: {\displaystyle x-0=x} e {\displaystyle 0-x=-x}.
- Moltiplicazione: {\displaystyle x\cdot 0=0} e {\displaystyle 0\cdot x=0}
- Divisione: {\displaystyle 0/x=0,\forall x\neq 0}. Ma {\displaystyle x/0} è un'espressione che non ha alcun risultato poiché {\displaystyle 0} non ha un inverso, come conseguenza della regola precedente.
- Esponenziazione: {\displaystyle x^{0}=1}, eccetto per il caso {\displaystyle x=0} che può essere lasciato indefinito in alcuni contesti.
- Fattoriale: {\displaystyle 0!=1}

### Uso esteso dello zero in matematica
- Lo zero è l'elemento identità di un gruppo additivo o l'identità additiva in un anello.
- In geometria, la dimensione di un punto è {\displaystyle 0}.
- In algebra lineare, uno spazio vettoriale {\displaystyle V} è definito di dimensione 0 se e solo se {\displaystyle V=\{0\}}.
- In geometria analitica, in uno spazio {\displaystyle n}-dimensionale, il punto di coordinate {\displaystyle (0_{1},0_{2},\ldots ,0_{n})} è l'origine.
- La probabilità associata a un evento è {\displaystyle 0} se e solo se quell'evento è (quasi certamente) impossibile.
- Una funzione zero è una funzione che restituisce {\displaystyle 0} per qualunque argomento. Una particolare funzione zero è uno zero-morfismo. Una funzione zero è l'identità in un gruppo additivo di funzioni.
- Lo zero di una funzione è un valore che, quando viene assunto dall'incognita, fa sì che la funzione valga {\displaystyle 0}.

## Informatica

### Contare da 1 o da 0?
Mentre in un normale conteggio il numero iniziale è 1, in informatica lo zero è un'indicazione del punto di inizio. Per esempio, in alcuni linguaggi di programmazione l'indice degli array (posizione degli elementi nell'elenco) parte per default dall'indice 0. Ciò avviene poiché nei codici macchina l'inizio di memoria dell'array è un numero binario che rappresenta l'indirizzo della prima cella: la scansione dell'array si applica aggiungendo all'indirizzo un offset proporzionale alla posizione i della cella.
Indirizzo(cella k) = indirizzo_iniziale_array + k*dim_cella.

## Distinguere lo zero dalla lettera O

Confronto tra la lettera O e il numero 0

L'uso contemporaneo dei due caratteri che simboleggiano lo zero e la lettera O può creare qualche problema perché potrebbe essere difficile distinguerli. Di solito, quando si tratta di un numero, è uno zero, e quando si tratta di una lettera, è una o.
Sembra che lo zero con un puntino al centro sia nato come un'opzione dei controller IBM 3270 (questa scelta ha però il problema che il carattere assomiglia molto alla lettera Theta dell'alfabeto greco). Lo zero sbarrato, avente la stessa forma della lettera O, eccettuata la sbarra, è usato nelle liste di caratteri ASCII vecchio stile, usati per la prima volta nella telescrivente ASR-33. Questa scelta crea problemi quando si deve usare anche il simbolo {\displaystyle \emptyset }, che rappresenta l'insieme vuoto, e anche nelle lingue danese e norvegese, per i quali il simbolo Ø è una lettera, ed in idraulica, dove il simbolo Ø viene usato per indicare il diametro delle tubazioni e dei raccordi.
L'IBM e poche altre aziende produttrici di mainframe adottarono la scelta di sbarrare la lettera O e di lasciare lo zero senza sbarra; questa scelta è ancora più problematica per gli scandinavi perché crea ambiguità su due lettere. Alcuni dispositivi Burroughs/Unisys utilizzano un carattere 0 con una barra rovesciata. Un'altra convenzione adottata nelle prime stampanti per computer consisteva nel lasciare lo zero intatto, e nell'aggiungere una piccola coda alla lettera O, in modo da farla assomigliare a una lettera Q rovesciata, o una lettera O in corsivo maiuscolo.

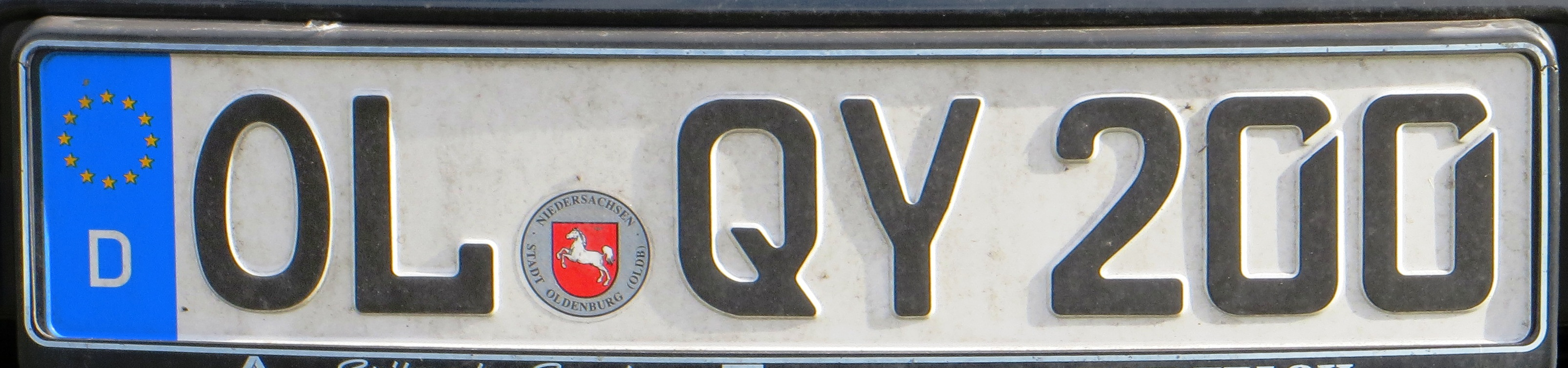
Una targa automobilistica tedesca che mostra la lettera O (la prima a sinistra) e cifra 0 (le ultime due a destra)

Il font FE-Schrift (fälschungserschwerende Schrift che significa "scrittura difficile da falsificare"), utilizzato nelle targhe automobilistiche di diversi paesi del mondo tra cui la Germania, distingue i due simboli nel modo seguente: la lettera O è disegnata a forma di uovo, mentre lo zero ha una forma più squadrata e non viene chiuso nella parte in alto a destra. Si noti che i caratteri utilizzati nel Regno Unito non fanno differenza tra zero e lettera O perché non è possibile che si verifichino ambiguità se viene rispettata la corretta spaziatura nella disposizione dei caratteri.
Nelle targhe automobilistiche italiane, sia quelle vecchie che usavano le sigle delle province, sia nelle attuali in cui si ha una sequenza di 2 lettere + 3 cifre + 2 lettere, si è invece risolto il problema alla radice eliminando l'uso della lettera O in tutte le parti, esclusa l'indicazione della provincia nelle vecchie targhe. Allo stesso modo della O, sempre per motivi di leggibilità non sono utilizzate anche le lettere I, Q ed U.
A volte lo zero non viene usato in alcun caso, per evitare confusione. Per esempio i codici di conferma usati dalla Southwest Airlines usano soltanto le lettere O e I al posto dei numeri 0 e 1 e in topografia UTM nella designazione dei quadrati di 100 × 100 km² si evitano queste lettere.